# Eriko Seo
Eriko Seo (jap. 妹尾 栄里子 Seo Eriko; * 12. März 1979 in Obihiro) ist eine ehemalige japanische Eisschnellläuferin.

## Werdegang
Seo wurde in der Saison 1995/96 bei den Juniorenweltmeisterschaften 1996 in Calgary Vierte im Mini-Mehrkampf und gewann bei den Winter-Asienspielen 1996 in Harbin die Bronzemedaille über 1500 m sowie die Silbermedaille über 3000 m. Im folgenden Jahr kam sie bei den Juniorenweltmeisterschaften in Butte auf den fünften Platz im Mini-Mehrkampf und holte bei den Einzelstreckenasienmeisterschaften 1997 in Obihiro die Silbermedaille über 5000 m sowie jeweils die Goldmedaille über 1500 m und 3000 m. In der Saison 1997/98 nahm sie in Berlin erstmals am Eisschnelllauf-Weltcup teil, wobei sie den 25. Platz über 1500 m errang. Zudem wurde sie japanische Juniorenmeisterin im Mini-Mehrkampf und bei den Juniorenweltmeisterschaften 1998 in Roseville Fünfte im Mini-Mehrkampf. Bei den Einzelstreckenweltmeisterschaften 1999 in  Heerenveen lief sie auf den 12. Platz über 3000 m und auf den siebten Rang über 5000 m. In der Saison 1999/2000 kam sie im Weltcup viermal unter den ersten Zehn und erreichte mit dem siebten Platz in der Weltcupwertung über 3000/5000 m ihr bestes Gesamtergebnis. Beim Saisonhöhepunkt, den Einzelstreckenweltmeisterschaften 2000 in Nagano, belegte sie den 18. Platz über 1500 m, den 13. Rang über 3000 m und den neunten Platz über 5000 m. In der folgenden Saison erreichte sie in Heerenveen mit dem sechsten Platz über 5000 m ihr bestes Resultat im Weltcup und kam bei der Mehrkampfweltmeisterschaft 2001 in Budapest auf den 17. Platz im Kleinen Vierkampf und bei den Einzelstreckenweltmeisterschaften 2001 in Salt Lake City jeweils auf den 16. Platz über 1500 m und 3000 m sowie auf den achten Rang über 500 m. Dort errang sie im folgenden Jahr bei den Olympischen Winterspielen den 19. Platz über 3000 m und bei der Mehrkampfweltmeisterschaft 2002 in Heerenveen den 22. Platz im Kleinen Vierkampf. 
Nachdem Seo im Jahr 2003 den 3000-m-Lauf bei den japanischen Meisterschaften gewinnen konnte, holte sie in der Saison 2003/04 bei den Einzelstreckenasienmeisterschaften 2004 in Chuncheon über 3000 m und 5000 m jeweils die Bronzemedaille und belegte bei den Einzelstreckenweltmeisterschaften 2004 in Seoul den 22. Platz über 3000 m sowie den 14. Rang über 5000 m. In der Saison 2004/05 errang sie bei den Einzelstreckenweltmeisterschaften 2005 in Inzell den 13. Platz über 3000 m und bei den Einzelstreckenasienmeisterschaften 2005 in Shibukawa den vierten Platz über 5000 m. In der folgenden Saison absolvierte sie in Heerenveen ihren letzten Weltcup, welchen sie auf dem 19. Platz über 3000 m beendete und schloss die Mehrkampfweltmeisterschaft 2006 in Calgary auf den 21. Platz im Kleinen Vierkampf ab. Beim Saisonhöhepunkt, den Olympischen Winterspielen 2006 in Turin, belegte sie den 21. Platz über 3000 m.

## Erfolge

### Olympische Spiele
- 2002 Salt Lake City: 19. Platz 3000 m
- 2006 Turin: 21. Platz 3000 m

### Einzelstrecken-Weltmeisterschaften
- 1999 Heerenveen: 7. Platz 5000 m, 12. Platz 3000 m
- 2000 Nagano: 9. Platz 5000 m, 13. Platz 3000 m, 18. Platz 1500 m
- 2001 Salt Lake City: 8. Platz 5000 m, 16. Platz 1500 m, 16. Platz 3000 m
- 2004 Seoul: 14. Platz 5000 m, 22. Platz 3000 m
- 2005 Inzell: 13. Platz 3000 m

### Mehrkampf-Weltmeisterschaften
- 2001 Budapest: 17. Platz Kleiner Vierkampf
- 2002 Heerenveen: 22. Platz Kleiner Vierkampf
- 2006 Calgary: 21. Platz Kleiner Vierkampf

### Winter-Asienspiele
- 1996 Harbin: 2. Platz 3000 m, 3. Platz 1500 m

### Asienmeisterschaften
- 1997 Obihiro: 1. Platz 1500 m, 1. Platz 3000 m, 2. Platz 5000 m
- 2004 Chuncheon: 3. Platz 3000 m, 3. Platz 5000 m
- 2005 Shibukawa: 4. Platz 5000 m

## Persönliche Bestzeiten
| Disziplin | Zeit        | Datum             | Ort            |
| --------- | ----------- | ----------------- | -------------- |
| 500 m     | 40,52 s     | 10. August 2001   | Calgary        |
| 1000 m    | 1:18,93 min | 10. August 2001   | Calgary        |
| 1500 m    | 1:58,46 min | 9. März 2001      | Salt Lake City |
| 3000 m    | 4:07,25 min | 18. November 2005 | Salt Lake City |
| 5000 m    | 7:09,95 min | 25. November 2000 | Heerenveen     |